# Tarentola fogoensis
Espèce
Statut de conservation UICN

 LC  : Préoccupation mineure
Tarentola fogoensis est une espèce de geckos de la famille des Phyllodactylidae.

## Répartition
Cette espèce est endémique de l'île de Fogo dans les îles du Cap-Vert.

## Étymologie
Son nom d'espèce, composé de fogo et du suffixe latin -ensis, « qui vit dans, qui habite », lui a été donné en référence au lieu de sa découverte, l'île de Fogo.

## Publication originale
- Vasconcelos, Perera, Geniez, Harris & Carranza, 2012 : An integrative taxonomic revision of the Tarentola geckos (Squamata, Phyllodactylidae) of the Cape Verde Islands. Zoological Journal of the Linnean Society, vol. 164, no 2, p. 328-360.